# 悪魔の発明
『悪魔の発明』（あくまのはつめい、Face au drapeau）は、ジュール・ヴェルヌが1896年に発表したSF小説である。ヴェルヌ最後の名作とも称される。原書の挿絵はレオン・ベネット。
原題 "Face au drapeau"は「国旗に向かって」の意。1950年代、チェコのカレル・ゼマンによって"Vynález zkázy"（致命的な発明／破滅的な発明の意）として映画化された。この映画は日本にも紹介された。その際のタイトルは直訳の『悪魔の発明』であり、映画が先に有名になったため、小説版の日本語題も『悪魔の発明』が一般的となった。

## 内容

### 主要登場人物
- トマ・ロック（Thomas Roch） - フランス人の発明家。
- シモン・アール（Simon Hart） - ロックの看護人としてゲイドンを名乗る。化学技師。
- ダルチガス伯爵（comte d'Artigas） - 本名：ケル・カラージュ。スクーナー「エッバ号」を指揮する、国籍不明の男。

### ストーリー
発明家トマ・ロックは、新型の爆弾を発明した。彼はそれにロック式電光弾と名前をつけ、数々の国家に売りつけようとしたが、そのたびに断られ続けた。ロックはついには発狂し、アメリカで精神病院に収監されてしまった。愛国心あふれるフランス人技師アールは、ロックの機密が諸外国に漏れること心配し、看護人ゲイドンとして病院に入り込み、密かにロックを監視する。ある夜、ロックとアールの2人は誘拐された。犯人はその日に病院の視察をしていた、ダルチガス伯爵と名乗る貴族であった。
伯爵の目的はもちろんロック式電光弾であった。その正体は大海賊ケル・カラージュであり、世界征服を企んでいたのである。船はバミューダの無人島バック・カップ島の秘密基地に到着する。判断力の衰えたロックは易々と買収され、電光弾はカラージュの手に渡る。幽閉されたシモン・アールは何とか外部と連絡をつけ、イギリス海軍の助けを借りて島から脱出を図るが失敗する。アールはロックの説得にも失敗し、海賊征伐にやって来た艦隊も敢えなく電光弾の餌食になる運命かと思われた。しかし、軍艦に翻る三色旗（フランス国旗）を目にしたトマ・ロックは劇的に正気を取り戻し、自らを犠牲にして海賊たちを爆殺し、世界征服の陰謀は阻止される。

## 逸話
狂気の発明家と新型爆薬を描いたヴェルヌに対し、メリニットの発明者ウジェーヌ・テュルパンは、これは自分を戯画化し名誉を毀損するものだとして訴訟を起こしたが、二審まで争ったすえ被告側の勝訴となった。なお、この時のヴェルヌの弁護人は、後にフランス大統領にもなったレイモン・ポアンカレであった。

## 日本語訳
- 江口清訳『悪魔の発明（ヴェルヌ全集 10）』集英社〈コンパクト・ブックス〉、1968年
- 大久保和郎訳『悪魔の発明』角川書店〈角川文庫〉、1968年
- 鈴木豊訳『悪魔の発明』東京創元社〈創元推理文庫 SF部門〉、1970年

など多数（児童向け抄訳版もある）。

## 映画
1958年制作のチェコスロバキアの映画（Vynález zkázy）。カレル・ゼマン監督がエッチング調の美術を用い、ストップモーション・アニメや切り絵アニメと俳優の演技を合成してノスタルジックで独創的な世界を構築した。
2004年12月、『ほら男爵の冒険』と共にニュー・プリント版でリバイバル上映された。
日本での初上映は、劇団四季が参加し解説に徳川夢声が担当した。その後は芝田清子、雨森雅司、嶋俊介、青野武、納谷六朗、藤本譲が吹き替え担当し再公開された。
キャスト
- ハルト：ルボル・トコシュ
- ロック教授：アルノシュト・ナヴラーチル
- アルティガス伯爵：ミロスラフ・ホルップ
- ヤナ：ヤナ・ザトロウカロヴァー